# Черёмушка (приток Чёрной)
Черёмушка — река в Томской области России. Устье реки находится в км от устья по левому берегу реки Чёрная. Протяжённость реки 18 км. Высота устья 139 м.

## Данные водного реестра
По данным государственного водного реестра России относится к Верхнеобскому бассейновому округу,
 речной бассейн реки — (Верхняя) Обь до впадения Иртыша,
 речной подбассейн реки — Чулым,
 водохозяйственный участок реки — Чулым от в/п с. Зырянское до устья.
Код водного объекта — 13010400312115200021995.